# Bólstaðarhlíðarhreppur
Bólstaðarhlíðarhreppur était une municipalité du nord de l'Islande. Elle est devenue en 2006 la municipalité de Húnavatnshreppur, après avoir fusionné avec les municipalités de Sveinsstaðahreppur, Svínavatnshreppur et Torfalækjarhreppur.